# Live Intrusion
Live Intrusion (укр. «Живе Вторгнення») — домашнє відео групи Slayer, випущене в 1995 році через American Recordings.
Live Intrusion знято в Амфітеатрі, Аризона 12 березня 1995 року.
На DVD група виконує пісню Venom «Witching Hour» разом з Крисом Контосом та Роббом Флінном з Machine Head.

## Список композіцій
| #   | Назва                 | Тривалість |
| --- | --------------------- | ---------- |
| 1.  | «Raining Blood»       | 4:23       |
| 2.  | «Killing Fields»      | 3:56       |
| 3.  | «War Ensemble»        | 4:51       |
| 4.  | «At Dawn They Sleep»  | 5:03       |
| 5.  | «Divine Intervention» | 5:33       |
| 6.  | «Dittohead»           | 2:50       |
| 7.  | «Captor of Sin»       | 3:21       |
| 8.  | «213»                 | 4:51       |
| 9.  | «South of Heaven»     | 4:58       |
| 10. | «Sex. Murder. Art.»   | 1:50       |
| 11. | «Mandatory Suicide»   | 4:03       |
| 12. | «Angel of Death»      | 4:50       |
| 13. | «Hell Awaits»         | 4:53       |
| 14. | «Witching Hour»       | 2:54       |
| 15. | «Chemical Warfare»    | 5:17       |

## Учасники запису
- Том Арайа — бас, вокал, продюсер
- Джефф Ханнеман — гітара
- Керрі Кінг — гітара, продюсер
- Пол Бостаф — ударні

### Запрошені музиканти
- Кріс Контос — Machine Head
- Робб Флинн — Machine Head

### Виробництво
- Філ Такетт — режисер
- Рік Рубин — ексклюзивний продюсер
- Декстер Гресч — редактор
- Том Панунціо — мікшування
- Вес Бенскотер — обкладинка
- Ніл Злозовер — фотограф
- Кевін Естрада — оператор
- Дірк Волтер — дизайн